# سکوپین
سکوپین (به صربی: Skupljen) یک منطقهٔ مسکونی در صربستان است که در ولادیمیرتسی واقع شده‌است. سکوپین ۱٬۰۳۰ نفر جمعیت دارد.